# Niccolò Machiavelli
Niccolò Machiavelli (Firenze, 1469. május 3. – Firenze, 1527. június 21.) itáliai író, filozófus, politikus, korának egyik legnagyobb hatású államelméleti gondolkodója. Neve összefonódott a reneszánsz Firenzével és a gyakorlati politizálással.

## Politikusi pályája
Apja ismert ügyvéd, jogtudós volt, afféle módosabb polgár, Firenze közelében kis földbirtoka is volt. Költséges szenvedélyként módszeresen gyűjtötte a könyveket. Gutenberg mester 25 évvel Machiavelli születése előtt vezette be Európában a könyvnyomtatást, amelynek újdonsága szenzáció volt, így a könyvek még igen drágák voltak; ennek ellenére a firenzei jogász az első könyvgyűjtők közé tartozott.
Machiavelli úgyszintén jogot tanult, egy ideig ügyvédként is tevékenykedett. Ifjúkorától olvasta az otthon található könyveket, „mindenevő” volt e tekintetben: a költészetet, a Bibliát, a kalandos lovagregényeket és a jogi szakmunkákat egyaránt kiolvasta. Műveltsége alapján, egyetemi évei után hamar megbecsült tanácsadó lett mindenféle ügyekben.
Eközben Itália a XII. Lajos francia király és VI. Sándor pápa közötti harcban izzott. A pápa franciaellenes ligát hozott létre céljai eléréséhez, s ebben Spanyolország támogatását is igénybe vette. Eközben Firenzében – Machiavelli szülővárosában – négyéves kormányzás után (1494–1498) Savonarolát, a fanatikus dominikánus szerzetest eretnekség vádjával megégették, s így bontakozhatott ki az a Firenzei Köztársaság, amelyben Machiavelli 1498 májusában a második kancellária titkára lett. Nagyon hamar, egy hónapra rá a Tízek Tanácsának titkári címével és teendőivel is felruházták. (Az első kancellária foglalkozott a külügyekkel, a második pedig a bel- és hadügyekkel, a Tízek Tanácsa fogadta a külföldi követeket, s levelet küldött az államfőknek.)
14 éves hivatali ideje alatt huszonhárom alkalommal járt követségben, nagyrészt itáliai fejedelmek udvarában, valamint a francia királynál, de megfordult a német-római császárnál, és a pápánál is. Követi jelentéseit (legazioni) megőrizte az utókor, s ezek azért fontosak, mivel a későbbi nagy művek politikai szemléletét, saját világnézetét alakítja ki bennük.
Tanulókorától fogva híve, olykor harcos segítője volt Itália egységesítésének, annak vezéregyéniségeit lelkesen segítette, szolgálta. Új utat nyitott a nyelvhasználatban azzal, hogy nemcsak az irodalmi műveket, hanem a politikai, jogi, filozófiai értekező szövegeket is nemzeti nyelven, olaszul írta. Amíg a Tízek Tanácsának titkára volt, hadtudományi és politikai-diplomáciai tárgyú tanulmányokat és elmélkedéseket írt. Az általánosabb érvényű és főleg a szépirodalmi művekre csak politikai bukása után tudott időt szánni.
Cesare Borgia taktikáit próbálta ellesni és alkalmazni a firenzei polgárokra Machiavelli a város 1512-es ostrománál, amikor a visszatérni készülő Mediciek a spanyol Gonzalo Fernández de Córdoba zsoldosvezért bérelték fel a város megtámadására. A ritkán gyakorlatoztatott, alig felfegyverzett firenzei polgárok esélytelennek bizonyultak az erős, jól felszerelt, reguláris spanyol támadókkal szemben. A Mediciek visszatérése azt jelentette, hogy Machiavellinek is távoznia kellett. A Tízek Tanácsát szétkergették, legtöbb tagját elfogták és bíróság elé állították. Ő is börtönbe került, de két hét után szabadon engedték, nem is volt vád ellene. Ekkor már 43 éves volt. Három évvel később valami politikai váddal beidézték, kihallgatták, de azonnal el is engedték.
Elvonult nem nagy, de megélhetést biztosító közeli birtokára. Egy ideig fakereskedéssel is foglalkozott. A Mediciek, köztük a fejedelem is, az érsek is hamar felismerték, hogy a bukott titkár hatásos szellemi előkészítője az egységes Itáliának. Ők is ezt óhajtották, persze úgy, hogy annak az olasz birodalomnak ők legyenek az urai. Tehát nemegyszer hívták magukhoz az elbuktatott köztársaság főtisztviselőjét, hogy politikai céljaikat és teendőiket megtanácskozzák vele. Olykor persze a Mediciek ellenfeleit, a Borgiákat is hasznos tanácsokkal látta el. Később a Borgiák harcos ellenfelét, II. Gyula pápát is, aki zsoldosok generálisából lett főpap, és Szent Péter trónján ülve a művészek és művészetek halhatatlan pártfogója lett. Az se mellékes írói életében, hogy be-bejárva Firenzébe, a színházaknak is tanácsokat adva megismerte a legvonzóbb színésznőket. Odahaza jó, békés családapa volt, a női szépség azonban mindig elragadta. Sőt kései vígjátékaihoz itt szerzett tapasztalatokat.
Közszereplésének a firenzei Medici-család 1527 májusában történt újabb elűzetése vetett véget – a kitagadott Machiavelli egy hónap múlva elhagyatottan hunyt el.

## Munkássága

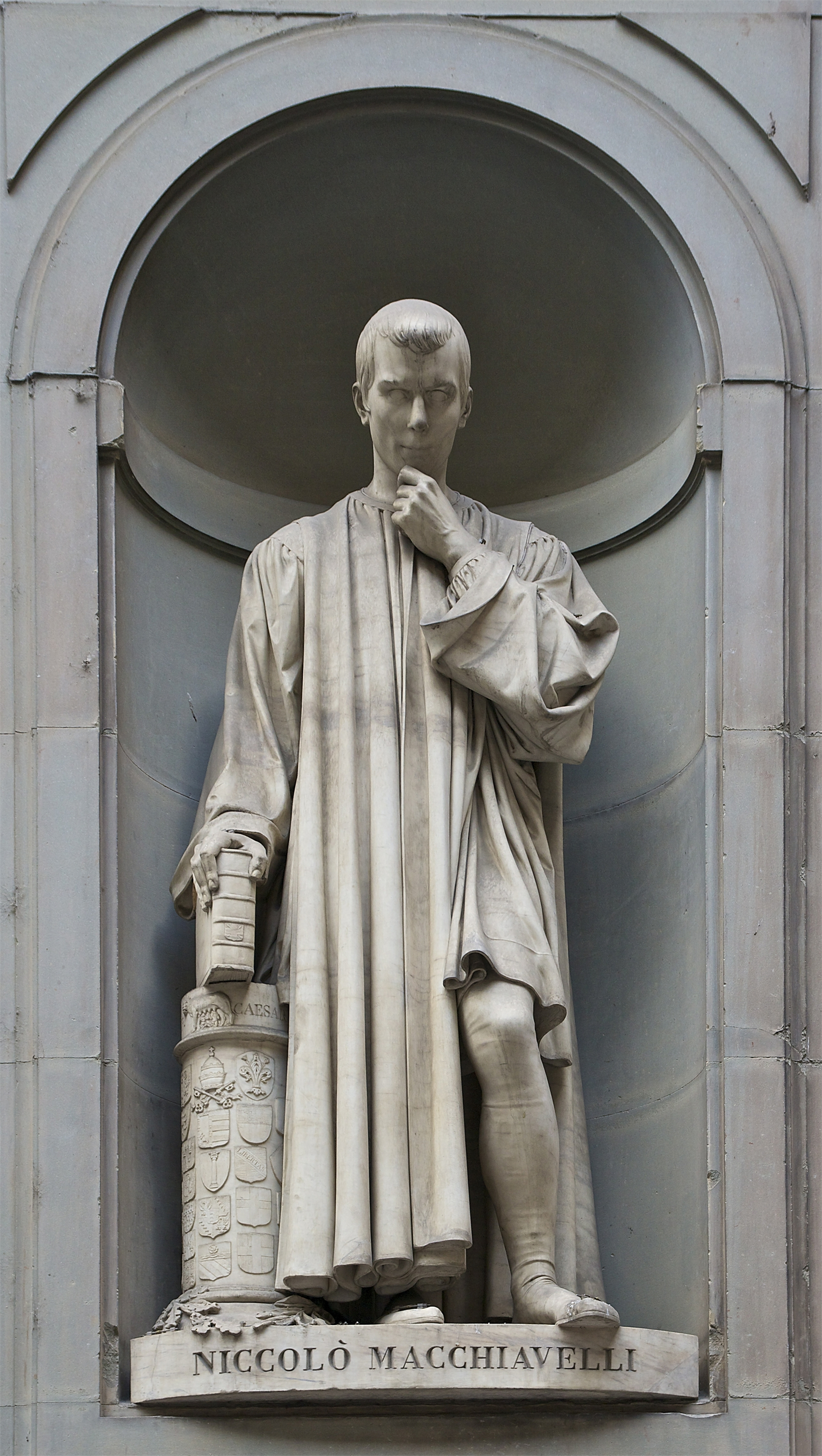
Machiavelli szobra, Uffizi

Miután amnesztiával kiszabadult, visszavonult birtokára, Sant'Andrea in Percussinába, és a Borgiákkal folytatott beszélgetéseiből, ill. a tizennégy év során látottakból, valamint az 1512-ben hozzáadódó friss tapasztalatokból együttesen megírta máig legismertebb, egyben legvitatottabb munkáját, az Il principe (A fejedelem) című ismert tanulmányát az állam feladatairól. Ebben Machiavelli számot vet azzal az igénnyel, hogy egy államot a mindenkori adott realitásokkal számolva, a vágyakat, a célokat, lehetőségeket, kilátásokat, fogyatékosságokat és hibákat egyaránt mérlegelve kell és szabad csak kormányozni. Machiavelli nyíltan elveti az Isten kegyelméből való uralkodás középkori tanítását. Szerinte minden rátermett férfi, aki a felsorolt realitásokkal számol, kellő ügyességgel és eszességgel bármilyen államot elkormányozhat. Ebben a hadseregnek szerinte elsősorban sohasem karhatalmi, hanem védelmi, illetve hódítási feladatai vannak. A belső békét senki sem képes fegyverrel tartósan biztosítani, ahhoz az alattvalók, a polgárok többségének egyetértése szükséges. Tanulmányát állandóan a maga korában megtörtént események, politikai fordulatok elemzésével illusztrálja, tehát ő maga is mindig a tények mérlegeléséből indul ki. A spanyol királyságra, a francia kormányzási módszerekre, a német-római császár fogásaira, a pápai udvar külpolitikájára egyaránt hivatkozik.
A fejedelem gondolatait szövi tovább a Discorsi sopra la prima deca di Tito Livio (1531, Értekezések Titus Livius római történeteinek első tíz könyve fölött), eme munkájában foglalja össze a köztársaságról szóló gondolatait. A római történetíróhoz kapcsolódva fejti ki, hogy a hatalom megragadásához, a központosított államforma a megfelelő, a hatalom megtartásához azonban a köztársaság.
A nem zsoldos hadsereg szervezéséről írott terjedelmes műve a Sette libri dell'arte della guerra (1521, A háború művészetének hét könyve) címmel egészíti ki saját gondolatkörét.
Giulio de’ Medici bíboros, a későbbi VII. Kelemen pápa megbízásából írta Istorie Fiorentine (1520–35, Firenze története) című krónikáját, amely azonban inkább mint olvasmány érdekes, semmint kútfő. Machiavelli ugyanis híven önmagához, saját véleményét fejti ki az eseményekről, bizonyítással nem fárasztja magát. E műve nyíltan a szerző egyéni véleményét tükröző történelmi esszé egyik első jelentkezése, melyben a történelmet mint a politikai cselekvés iskoláját fogja fel.
Száműzetésben, öregkora küszöbén kezdte írni A mandragóra című színművét, amit sokan az első modern európai jellemkomédiának tekintenek. Nemcsak az őt üldöző képmutatásra csapott le benne, de kifigurázta még saját hatalompolitikai tételét is, amely szerint „a cél szentesíti az eszközt”.
Callimaco sikeres ifjú Párizsban, de a szíve vágya visszahúzza szülővárosába, Firenzébe, ahol szerelme, Lucrezia él. A fiatal hölgy egy idős bankár felesége: erkölcsös életet él, és el sem tudja képzelni, hogy megcsalja az urát. Niciának, a bankárnak azonban van egy nagy bánata: házassága gyermektelen. Ezt használja ki Ligurio, Callimaco barátja, hogy segítsen megszerezni az asszonyt. Callimaco barátja tanácsára párizsi orvosnak adja ki magát, és azt állítja, hogy a terméketlenség ellenszere a mandragórafőzet, ám az első férfi, akivel használata után az asszony hál, egy órán belül meghal. Nicia Ligurio tanácsára keresni kezd egy ifjút, akit a felesége ágyába küldhet. Az erényes asszony hallani sem akar róla, de anyja és korrupt gyóntatója rábeszélik… Az első olyan eredeti olasz színjáték, amely – bár sokféle korabeli mű hatását mutatja – nem antik példakép nyomán készült, hanem eredeti alkotás.
Machiavelli más vígjátékokat is írt, ezek közül legnevezetesebb a prózában íródott Clezia, amelyben egy apa és fia verseng ugyanazért a szép leányért. Ebben is mulatságos jelenetek sora, találó típusábrázolások olvashatóak. Machiavelli írt még egy Belfagor című novellát, néhány olasz verset, számos levelet és egy Dialógot is az olasz nyelvről.

## Filozófiája
Machiavelli jog- és államfilozófiáját, valamint antropológiáját a kvantitatív–mechanikus szemlélet jellemzi. Az abszolút monarchiát tartja a helyes államformának. A Fejedelem című művében a politikai hatalomról azt vallja, hogy az uralkodó csak úgy tudja biztosítani hatalmát, ha erősebb ellenfeleinél. A hatalmat mindenáron meg kell szereznie, ha lehet erkölcsös úton, de nem szabad visszarettennie más eszközöktől sem. Machiavelli alapvetése, hogy a politikát elválasztja az erkölcstől, bár helyesen mutat rá a bűnök és szenvedélyek súlyára a közéletben.
Abból, hogy a jó gyakran a rosszon keresztül valósul meg, hogy a negativitás lendítheti a történelmi fejlődést, nem következik, hogy a cél szentesíti az eszközt. A jó cél és rossz cél megkülönböztetése itt erkölcsi szofizma. A lét jóságába vetett alapvető bizalom nem teheti zárójelbe az erkölcsi kérdést, a történelmi haladás reménye nem relativizálhatja a jót és a rosszat.

## Magyarul
- Machiavelli Miklós: A' fejedelem; ford. Perlaky Sándor; Trattner-Károlyi Ny., Pest, 1848
- Machiavelli Miklós: Értekezések Titus Livius római történeteinek X. első könyve fölött; ford. Pados János; Lauffer–Stolp, Pest, 1862
- Machiavelli Miklós: A fejedelem; ford. Orbán Dezső; Franklin, Budapest, 1906 (Olcsó könyvtár)
- A fejedelem; ford. Lányi Margit, előszó Rodolfo Mosca; Phőnix, Budapest, 1939 (Klasszikus írások)
- A fejedelemről / Antimachiavelli / Nagy Frigyes; vál., ford., bev. Juhász Vilmos; Officina, Budapest, 1942 (Officina könyvtár)
- Mandragora. vígjáték; ford. Hecko Blahoslav, Kuci Péter, versford. Zólyomi Antal; DILIZA, Pozsony, 1956
- Mandragóra. Vígjáték; ford. Honti Rezső, utószó Horányi Mátyás; Európa, Budapest, 1957 (Világirodalmi kiskönyvtár)
- A fráter; ford., átdolg. Vándor Györgyi, rend. utószó Ardó Mária; in: A fráter és más elbeszélések; Gondolat, Budapest, 1963 (Játékszín)
- A fejedelem; ford., jegyz. Lutter Éva, utószó Kardos Tibor; Magyar Helikon, Budapest, 1964
- Clizia; ford. Tímár Lajosné; in: Olasz reneszánsz komédiák; szerk., bev. jegyz. Marx József; Gondolat, Budapest, 1972 (Európai antológia. Reneszánsz sorozat)
- Niccolo Machiavelli művei, 1–2.; ford. Iványi Norbert et al., versford. Barna Imre, Somlyó György, jegyz. Herczeg Gyula; Európa, Budapest, 1979
  - A fejedelem (ford. Lutter Éva)
  - Beszélgetések Titus Livius első tíz könyvéről (ford. Lontay László)
  - A háború művészete (ford. Majtényi Zoltán)
  - Kisebb történelmi és politikai írások (ford. Iványi Norbert)
    - Hogyan ölette meg Valentino herceg Vitellozzo Vitellit, Oliverotto da Fermót, Pagolo urat és Orsini herceget, Gravina urát
    - A luccai Castruccio Castracani élete
    - Körkép a franciaországi állapotokról
    - De Natura Gallorum
    - Körkép a német állapotokról

  - Firenze története (ford. Iványi Norbert)
  - Értekezések és kisebb művek (ford. Iványi Norbert) 
    - Beszéd a tízek tanácsában a pisai állapotokról
    - Mit tett a Firenzei Köztársaság a pistoiai pártoskodók megbékítésére
    - Hogyan bánjunk Valdichiana fellázadt népességével?
    - A pénz felhasználásáról szóló elmélkedés, némi bevezetéssel és mentegetőzéssel
    - Értekezés Firenze felfegyverkezésének módjáról
    - Értekezés a firenzei seregről és a megszervezésére hozott rendelkezésről
    - A Firenzei Köztársaság rendelkezései a firenzei sereg kilenc tisztből álló testületének megalkotására
    - Ajánlás a firenzei gyalogos seregek és az őrség legfőbb kapitányának megválasztásához
    - A Medici-ház híveihez
    - Egy bíróhoz intézett szózat
    - Emlékeztető irat Raffaello Girolami számára
    - Beszámoló Lucca városának állapotairól
    - Értekezés a firenzei állam megreformálásáról
    - Beszámoló egy szemléről, amely Firenze megerősítése érdekében zajlott le
    - Egyes firenzei emberek természetéről
    - Könyv az afrikai üldöztetésekről
    - Különféle mondások

  - Mandragóra (ford. Karinthy Ferenc)
  - Clizia (ford. Iványi Norbert)
  - Belfagor, a főördög (ford. Iványi Norbert)
  - Különféle írások (ford. Székács Vera)
    - Egy élvkedvelő társaság alapszabályai
    - Buzdítás vezeklésre
    - Értekezés avagy párbeszéd az olasz nyelvről
- A fejedelem; ford. Lutter Éva, Karinthy Ferenc, versford. Somlyó György; Magyar Hírlap–Maecenas, Budapest, 1993 (Heti klasszikusok)
- A háború művészete; ford. Majtényi Zoltán; Szukits, Szeged, 2001
- A fejedelem; ford., jegyz. Lutter Éva; Helikon Kiadó, Budapest, 2015 (Helikon Zsebkönyvek)